# Rise Against
Rise Against is een Amerikaanse melodische punkband afkomstig uit Chicago, Illinois. De band werd opgericht in 1999 door zanger Tim McIlrath, basgitarist Joseph Principe, gitarist Dan Wlekinski en drummer Toni Tintari. Tegenwoordig bestaat de formatie uit McIlrath, Principe, gitarist Zach Blair en drummer Brandon Barnes.

## Geschiedenis

### Beginjaren
Rise Against werd opgericht in 1999 onder de naam "Transistor Revolt" met (oud)leden van de bands Baxter en 88 Fingers Louie. Dit was kort nadat 88 Fingers Louie uit elkaar ging. De eerste formatie bestond uit Tim McIlrath (zang), Joe Principe (basgitaar), Tony Tintari (drums), and Dan Wlekinski (gitaar). Ondanks het feit dat de band nooit in deze formatie heeft opgetreden, hebben de leden wel een titelloze demo-cd opgenomen. Nummers hiervan zijn terug te vinden als bonus track op de opnieuw uitgegeven versie van The Unraveling (oorspronkelijk uitgegeven in 2001 en heruitgegeven in 2005). Na deze opnames verlieten Tintari en Wlekinski de band en werd de naam veranderd naar Rise Against.
In 2000 tekenden de band een contract bij het Californische platenlabel Fat Wreck Chords om de eerste twee studioalbums uit te brengen, namelijk The Unraveling (2001) en Revolutions per Minute (2003). Met het laatstgenoemde album brak de band echt door en ging Rise Against op tour met onder andere Sick of It All, NOFX, Agnostic Front, No Use for a Name, AFI, Strung Out en Mad Caddies. Dit album kreeg ook de aandacht van verschillende platenlabels.

### DreamWorks Records
Na het uitgeven van de eerste twee studioalbums tekende Rise Against een contract bij DreamWorks Records en namen het album Siren Song of the Counter Culture op. Dreamworks Records werd overgenomen door de Universal Music Group en Rise Against kwam uiteindelijk bij Geffen Records terecht, een onderdeel van Universal Music Group. Siren Song of the Counter Culture werd in augustus 2004 uitgebracht. Een jaar later, op 23 augustus 2005, werd The Unraveling heruitgeven via Fat Wreck Chords. Het vierde studioalbum The Sufferer & the Witness werd via Geffen Records uitgegeven op 4 juli 2006.

### Appeal to Reason
In oktober 2008 werd het vijfde studioalbum, getiteld Appeal to Reason, uitgegeven over de hele wereld. Dit is het eerste studioalbum met de nieuwe gitarist Zach Blair die in 2007 bij de band kwam spelen. Bij het album horen onder andere de singles "Re-Education (Through Labor)", "Audience of One" en "Savior". "Re-Education (Through Labor)" komt ook voor in het videospel Guitar Hero: World Tour. Ook werd er via Guitar Hero een nieuw nummer uitgebracht: "Death Blossoms".

### EndgameenThe Black Market
Begin 2011 bracht de groep een nieuw studioalbum uit getiteld Endgame. De opnames voor dit album begonnen op 13 september 2010 in The Blasting Room tot en met januari 2011. Het thema van Endgame gaat voornamelijk over gebeurtenissen die op dat moment in de wereld gaande zijn, zoals de olieramp in de Golf van Mexico 2010 en de verwoestende orkaan Katrina. Met deze plaat stonden ze op het Belgische muziekfestival Rock Werchter en waren ze headliner op het eveneens Belgische festival Groezrock. 
In mei 2013 begon Rise Against aan het opnemen van een nieuwe studioalbum. Op 10 september 2013 werd het verzamelalbum Long Forgotten Songs: B-Sides & Covers 2000–2013 uitgegeven. Op dit album zijn zeldzame en moeilijk verkrijgbare nummers van Rise Against te horen. Op 15 juli 2014 werd het zevende studioalbum, getiteld The Black Market, uitgegeven via het platenlabel Interscope Records. Op 10 juni verscheen de eerste single van dit album, getiteld "I Don't Want to Be Here Anymore".

### Wolves
Op 20 april 2017 kondigde Rise Against het nieuwste studioalbum aan, getiteld Wolves. Tevens op deze dag verscheen "The Violence", de eerste single van het album. Het volledige album werd uitgebracht op 9 juni 2017. In de lente en zomer van 2017 toert Rise Against met Deftones en Thrice door Amerika en later door Europa voor een korte festivaltour met een tussenstops op onder andere Pukkelpop en het Oostenrijkse FM4 Frequency Festival.
The Ghost Note Symphonies, Vol. 1 is een verzamelalbum.
Het werd uitgebracht op 27 juli 2018. Het album bevat opnieuw ontworpen versies van eerder uitgebrachte Rise Against-nummers, met akoestische orkestratie en alternatieve instrumentatie.

## Leden
| Huidige leden - Tim McIlrath - zang, gitaar (1999-heden) - Zach Blair - gitaar (2007-heden) - Joe Principe - basgitaar (1999-heden) - Brandon Barnes - drums (2000-heden) | Voormalige leden - Dan Wlekinski - gitaar, achtergrondzang (1999-2001) - Kevin White - gitaar, achtergrondzang (2001-2002) - Todd Mohney - gitaar, achtergrondzang (2002-2004) - Chris Chasse - gitaar, achtergrondzang (2004-2007) - Toni Tintari - drums, slagwerk (1999-2000) |

Tijdlijn

## Discografie

### Albums
| Album met eventuele hitnotering(en) in de Nederlandse Album Top 100 | Datum van verschijnen | Datum van binnenkomst | Hoogste positie | Aantal weken | Opmerkingen |
| ------------------------------------------------------------------- | --------------------- | --------------------- | --------------- | ------------ | ----------- |
| The Unraveling                                                      | 2001                  | -                     |                 |              |             |
| Revolutions per Minute                                              | 2003                  | -                     |                 |              |             |
| Siren Song of the Counter Culture                                   | 2004                  | -                     |                 |              |             |
| The Sufferer & the Witness                                          | 28-07-2006            | -                     |                 |              |             |
| Appeal to Reason                                                    | 10-10-2008            | -                     |                 |              |             |
| Endgame                                                             | 11-03-2011            | 19-03-2011            | 47              | 2            |             |
| Long Forgotten Songs                                                | 10-09-2013            | -                     |                 |              |             |
| The Black Market                                                    | 15-07-2014            | -                     |                 |              |             |
| Wolves                                                              | 09-06-2017            | -                     |                 |              |             |
| The Ghost Note Symphonies, Vol. 1                                   | 27-07-2018            | -                     |                 |              |             |
| Nowhere Generation                                                  | 04-06-2021            | -                     |                 |              |             |

| Album met hitnotering(en) in de Vlaamse Ultratop 200 albums | Datum van verschijnen | Datum van binnenkomst | Hoogste positie | Aantal weken | Opmerkingen |
| ----------------------------------------------------------- | --------------------- | --------------------- | --------------- | ------------ | ----------- |
| Appeal to Reason                                            | 2008                  | 18-10-2008            | 55              | 3            |             |
| Endgame                                                     | 2011                  | 19-03-2011            | 23              | 6*           |             |

### Singles
| Single met eventuele hitnotering(en) in de Nederlandse Top 40 | Datum van verschijnen | Datum van binnenkomst | Hoogste positie | Aantal weken | Opmerkingen |
| ------------------------------------------------------------- | --------------------- | --------------------- | --------------- | ------------ | ----------- |
| Like The Angel                                                | 2003                  | -                     |                 |              |             |
| Heaven Knows                                                  | 2003                  | -                     |                 |              |             |
| Give It All                                                   | 2004                  | -                     |                 |              |             |
| Swing Life Away                                               | 2005                  | -                     |                 |              |             |
| Life Less Frightening                                         | 2005                  | -                     |                 |              |             |
| Ready To Fall                                                 | 2006                  | -                     |                 |              |             |
| Prayer Of The Refugee                                         | 2006                  | -                     |                 |              |             |
| The Good Left Undone                                          | 2007                  | -                     |                 |              |             |
| Behind Closed Doors                                           | 2007                  | -                     |                 |              |             |
| The approaching curve                                         | 2008                  | -                     |                 |              |             |
| Re-Education (Through Labor)                                  | 2008                  | -                     |                 |              |             |
| Audience Of One                                               | 2009                  | -                     |                 |              |             |
| Savior                                                        | 2009                  | -                     |                 |              |             |
| Help Is On The Way                                            | 2011                  | -                     |                 |              |             |
| Make It Stop (September's Children)                           | 2011                  | -                     |                 |              |             |
| Satellite                                                     | 2011                  | -                     |                 |              |             |

### Ep's
- Transistor Revolt (demo, 2000)
- This is Noise (2007)
- Grammatizor (2009)
- Nowhere Generation II (2022)

### Dvd's
- Generation Lost (2006)
- Another Station: Another Mile (2010)

## Prijzen
| Jaar | Titel                               | Prijs                            | Resultaat   |
| ---- | ----------------------------------- | -------------------------------- | ----------- |
| 2006 | Ready To Fall                       | MTVu Good Woodie Award           | Genomineerd |
| 2008 | Rise Against                        | Rock on Request Award            | Gewonnen    |
| 2009 | Rise Against                        | Best Animal-Friendly Band (PETA) | Gewonnen    |
| 2009 | Re-Education (Through Labor)        | MuchMusic Video Award            | Genomineerd |
| 2011 | Make It Stop (September's Children) | MTV Video Music Award            | Genomineerd |
| 2012 | Ballad of Hollis Brown              | MTV Video Music Award            | Genomineerd |